# Kóan (císař)
Kórei (japonsky 孝安天皇, Kóan tennó) byl v pořadí šestým japonským císařem podle tradičního pořadí posloupnosti. O tomto císaři a jeho možné existenci nejsou k dispozici žádné jasné údaje a historici ho tudíž nazývají „legendárním císařem“. Kóan se narodil roku 427 př. n. l. a vládl od roku 392 až do své smrti v roce 291 ve věku 137 let. Jeho žena mu porodila dva syny, přičemž jeden z nich se nejspíše stal příštím císařem. Kóan je považován za posledního císaře období Džómon, které skončilo v roce 300 př. n. l.